# Гашек, Доминик
До́миник Га́шек (чеш. Dominik Hašek; 29 января 1965, Пардубице, Чехословакия) — чехословацкий и чешский хоккеист, выступавший на позиции вратаря, двукратный обладатель Кубка Стэнли, олимпийский чемпион. Начинал карьеру в чешском клубе «Пардубице», в 1983 году был выбран в 10-м раунде драфта под общим 199-м номером, позже играл за такие команды Национальной хоккейной лиги как «Чикаго Блэкхокс», «Баффало Сейбрз», «Детройт Ред Уингз» и «Оттава Сенаторз». В сезоне 2010/2011 защищал ворота московского «Спартака», выступающего в Континентальной хоккейной лиге.
Во время игры за «Баффало» Гашек на протяжении нескольких лет оставался лучшим вратарём лиги, удостоился множества наград и титулов, а от болельщиков получил прозвище «Доминатор». Является трёхкратным чемпионом Чехии (Чехословакии), шестикратным обладателем Везина Трофи, трёхкратным обладателем Уильям М. Дженнингс Трофи, дважды подряд получал Харт Трофи, имеет две награды Лестер Пирсон Авард, семь раз призывался на матчи всех звёзд НХЛ. Хоккеист стал первым голкипером европейского происхождения, выигравшим Кубок Стэнли, установил несколько рекордов, как командных, так и первенства. На международной арене выступал не менее успешно, вместе со сборной своей страны выиграл золотую и бронзовую медали Олимпийских игр, трижды поднимался на подиум молодёжного чемпионата мира и четырежды — взрослого. 23 июня 2014 года Гашек был избран в Зал хоккейной славы. На родине считается национальным героем, выбран лучшим хоккеистом XX века. 13 января 2015 года «Баффало Сейбрз» вывел из обращения игровой номер Гашека.
Доминик Гашек легко узнаваем по своему необычному «падучему» стилю игры — в отличие от большинства вратарей, он предпочитает играть лёжа, а не стоя. При этом, обладая хорошей гибкостью, принимает любые позы и нейтрализует броски, неподвластные другим голкиперам. Очень редко пользуется клюшкой, при первой возможности отбрасывает её и останавливает шайбу либо ловушкой, либо освободившейся перчаткой. Занимается благотворительностью, пожертвовал миллион долларов на развитие детского хоккея в Буффало. Имеет высшее образование, в молодости работал школьным учителем. Женат, двое детей.

## Детство
Доминик Гашек родился 29 января 1965 года в чешском городе Пардубице, в семье Алоиза и Марии Каштанековых, но когда ему было два года, родители развелись, и мать вышла замуж за Яна Гашека. Учился в общеобразовательной школе, причём в течение десяти лет в качестве иностранного языка изучал русский и сейчас довольно неплохо на нём говорит. Впервые отчим привёл Доминика на замёрзшее озеро, когда тому исполнилось пять лет, дома первое время мальчика тренировал дедушка, бросая хоккейный мяч в дверной проём. Чуть позже дедушка стал водить Доминика на зимний стадион Пардубице на матчи местной команды, где его кумирами стали вратари Мирослав Лацки и Иржи Црха. В 1971 году Гашека привели на просмотр в хоккейную школу «Пардубице», на тот момент ему было всего лишь шесть лет, но его взяли играть с девятилетними, поскольку тем срочно требовался вратарь.

## Профессиональная карьера

### «Пардубице» (1980—1989) и «Дукла» (1990)
В 1980 году шестнадцатилетний Гашек принял участие в матчах главной лиги своей страны, став самым молодым игроком в истории чешского хоккея, играющим на профессиональном уровне. Первый матч за основной состав команды провёл в декабре 1981 года, выйдя на замену во встрече с пражской «Спартой» при счёте 1:3. Всего в чемпионате 1981/82 провёл 12 матчей, закончив его с показателем средней пропускаемости за матч 3,09 шайбы. В следующем сезоне Гашек был уже основным вратарём клуба, впервые получил приглашение в сборную Чехословакии. 15 февраля 1983 года в Гётеборге сборная Швеции принимала чехословаков, в воротах которых играл 18-летний Доминик. Несмотря на поражение 2:3, Гашек был признан лучшим игроком встречи. В том же году сыграл в двух матчах на дебютном для него чемпионате мира.
Всего в «Пардубице» он провёл восемь сезонов, выиграв два чемпионских титула (1987, 1989), три приза лучшему игроку Чехословакии (1987, 1989, 1990) и пять титулов лучшего вратаря в период с 1986 года по 1990-й. В 1990 году хоккеиста призвали служить в армию и отправили в город Йиглава, где в течение одного сезона он выступал за местную «Дуклу». Ещё до окончания сезона у Гашека появилась возможность эмигрировать в США, и он ей воспользовался.

### «Чикаго Блэкхокс» (1990—1992)
Гашек давно мечтал об игре в Национальной хоккейной лиге, но в то время клубы НХЛ с большой осторожностью приглашали хоккеистов из социалистического лагеря, поскольку мало кто желал переезжать на Запад, а многих власти попросту не выпускали из страны. Ещё в 1983 году молодого вратаря задрафтовала команда «Чикаго Блэкхокс», лишь в десятом раунде под общим 199-м номером, причём сам хоккеист узнал об этом только по прошествии нескольких месяцев. Таким образом, вратарь смог покинуть Чехословакию только в 1990 году — с изменением политической ситуации и падением железного занавеса Гашек сразу же отправился в Северную Америку. Однако начать ему пришлось с фарм-клуба «Чикаго» — «Индианаполис Айс» из ИХЛ. Гашек отыграл там почти весь сезон 1990/91 и лишь в пяти играх регулярного чемпионата появился на льду в составе «Блэкхокс». Первый матч в высшей лиге состоялся для чехословацкого вратаря 6 ноября 1990 года, спустя семь лет после своего драфтпика, в матче с «Хартфорд Уэйлерс», который закончился ничьей 1:1. В следующем сезоне Гашеку снова пришлось защищать ворота «Индианаполиса», тем не менее, на сей раз он призывался в основной клуб гораздо чаще, провёл в НХЛ 20 матчей и смог составить конкуренцию основному голкиперу «Чикаго» Эду Бельфору. 9 января 1992 года занёс в свой актив первый «сухой» матч, победу со счётом 2:0 над «Торонто Мейпл Лифс». По окончании сезона Гашека обменяли на вратаря «Баффало Сейбрз» Стефана Борегара и драфтпик в четвёртом раунде, использованный впоследствии для приобретения нападающего Эрика Дазе.

### «Баффало Сейбрз» (1992—2001)
В «Баффало» чеху снова пришлось бороться за звание главного вратаря клуба, вначале с Томом Дрейпером, а потом с Грантом Фюром. Когда в сезоне 1993/94 Фюр получил травму, Гашек стал выходить в основном составе и вскоре доказал, что может выступать на самом высоком уровне. Команда прошла в плей-офф, и в шестом матче серии против «Нью-Джерси Девилз» хоккеист провёл одну из лучших игр в своей карьере, отразив все 70 бросков, направленных в створ ворот. По окончании турнира получил свой первый Везина Трофи, вместе с Фюром разделил Уильям М. Дженнингс Трофи, был номинирован на Харт Трофи и попал в символическую сборную чемпионата. Всего в сезоне Гашек провёл 58 матчей и показал лучший в лиге коэффициент надёжности — 1,95. В общей сложности отразил 93 % бросков, в семи играх сохранив ворота неприкосновенными. Следующий хоккейный год отыграл не менее уверенно, завоевал ещё один приз лучшему вратарю и снова оказался в числе финалистов Харт Трофи, награды, вручаемой самому полезному игроку лиги.
Сезон 1996/97 в плане статистики тоже вышел успешным, но был омрачён конфликтом с главным тренером Тедом Ноланом и последующим ухудшением атмосферы во всей команде. Во втором периоде третьей игры первого раунда плей-офф против «Оттавы Сенаторз» хоккеист попросил замену и покинул ворота — он испытывал боль из-за разрыва передней связки колена. Врач команды заявил, что Гашек не сможет принять участие в нескольких последующих матчах, однако в прессе и среди одноклубников это восприняли как месть Нолану, нежелание помогать «Сейбрз» в такой ответственный для клуба период из-за неприязни к тренеру. В частности Джим Келли, обозреватель газеты Buffalo News, в своей колонке усомнился в травме вратаря и поставил под вопрос его психическое здоровье. Позже, после проигранной пятой игры, Келли попытался взять у хоккеиста интервью, но в ответ был атакован Гашеком — за этим последовала дисквалификация на три матча и штраф в размере 10 тысяч долларов. Во втором раунде «Клинки», оставшись без вратаря, уступили «Филадельфии» — чешский голкипер сетовал на повреждённое колено и в этом сезоне так и не вышел на лёд.
Несмотря на то, что в 1997 году Нолан вывел команду на первое место дивизиона и был признан лучшим тренером лиги, его всё-таки уволили, во многом из-за Гашека, который неоднократно обвинял наставника в некомпетентности, критиковал методы работы и отношение к дисциплине. В результате многие болельщики, относившиеся к Нолану с уважением, настроились против чешского вратаря крайне отрицательно. Однако в следующем сезоне хоккеист играл очень хорошо и вернул доверие недовольных фанатов, выиграл третий за четыре года Везина Трофи, а также Лестер Пирсон Авард — приз самому полезному хоккеисту лиги по версии профсоюза игроков, и, наконец, Харт Трофи — самому полезному хоккеисту по версии журналистов. За всю историю НХЛ лишь пятеро вратарей были удостоены Харт Трофи, последним был Жак Плант — ещё в 1963 году. Всего в сезоне 1997/98 Гашек провёл 72 игры и установил рекорд клуба по количеству «сухих» матчей, сохранив ворота нетронутыми в тринадцати играх. Шесть из них пришлись на декабрь, и это наивысшее подобное достижение НХЛ за один месяц. Хоккеист снова выиграл Лестер Пирсон Авард и снова Харт Трофи (на данный момент он остаётся единственным вратарём, кому удалось победить в этой номинации дважды подряд), добавил в послужной список четвёртый по счёту Везина Трофи.
В 1999 году Гашек получил лучший за свою карьеру коэффициент надёжности — 1,87, отразив 93,66 % бросков, за что был награждён пятым Везина Трофи (третьим подряд). В регулярном чемпионате команда выступала не лучшим образом и заняла в восточной конференции лишь седьмое место, однако в розыгрыше плей-офф им сопутствовал успех — победы над «Оттавой Сенаторз», «Бостон Брюинз» и «Торонто Мейпл Лифс». В соперники на финальную серию «Клинкам» достались обладатели Президентского кубка «Даллас Старз». Хоккеисты «Баффало» выиграли два матча и четыре проиграли, причём шестая решающая игра по продолжительности получилась самой длинной игрой на вылет за всю историю НХЛ. Бельфор и Гашек отразили 53 и 50 бросков соответственно, основное время завершилось на счёте 1:1, и противостояние перешло в овертайм. Внезапная смерть наступила после спорной шайбы, забитой Бреттом Халлом ногой из вратарской зоны. Повтор показан не был, и судьи засчитали взятие ворот, через несколько минут момент всё-таки повторили, но арбитр всё равно не стал менять решение, и «Сейбрз», таким образом, остались без Кубка Стэнли. По прошествии инцидента Гашек в интервью выразил недовольство действиями судьи, просматривающего видеоповторы: «Он либо выходил в туалет, либо уснул, либо попросту не знает правил». Окончив сезон, вратарь задумался о завершении карьеры в связи с многочисленными травмами и желанием больше времени проводить с семьёй. Такое решение шокировало многих его одноклубников, в частности Майкла Пеку и Джейсона Вулли.
Формально Гашек команду не покинул, но в сезоне 1999/2000 постоянно жаловался на травму в паху и пропустил бо́льшую часть матчей. К играм плей-офф он восстановился и набрал приличную форму, однако в первом же раунде «Клинки» были выбиты клубом «Филадельфия Флайерз». В следующем сезоне, последнем в составе «Баффало», чешский вратарь получил второй Уильям М. Дженнингс Трофи и шестой Везина Трофи, установив рекорд современной эры НХЛ по количеству побед в этой номинации. В первом раунде плей-офф команда вновь попала на «Филадельфию», и Гашеку пришлось соперничать со своим дублёром по Олимпийским играм 1998 года Романом Чехманеком. «Сейбрз» одержали победу, причём в решающем шестом матче Доминатору удалось отыграть на ноль. Второй раунд, состоящий из семи игр против «Питтсбург Пингвинз», окончился неудачно, проигрышем в овертайме последнего седьмого матча.

### Детройт (2001—2008) и Оттава (2005)
Перед началом сезона 2001/02 Гашек был отдан в «Детройт Ред Уингз», в обмен на Вячеслава Козлова и драфтпик первого раунда, использованный впоследствии на приобретение Джима Слейтера. Основной причиной обмена стало желание функционеров клуба сократить неоправданно большой фонд заработной платы. Освоившись в стане новой команды, чех в первом же регулярном чемпионате установил личный рекорд по количеству выигранных матчей — 41, проиграв всего лишь 15 игр со своим участием, и тем самым помог «Красным крыльям» завоевать Президентский кубок. В розыгрыше плей-офф «Детройт» прошёл всех четырёх противников — «Ванкувер Кэнакс», «Сент-Луис Блюз», «Колорадо Эвеланш», «Каролина Харрикейнз» — и выиграл Кубок Стэнли. В третьем раунде турнира Гашек стал первым вратарём в истории плей-офф НХЛ, сумевшим выполнить результативную передачу в овертайме — удачный пас голкипера был воплощён в гол капитаном команды Стивом Айзерманом. Чех, кроме того, установил рекорд плей-офф по количеству «сухих» матчей — шесть раз его ворота оставались неприкосновенными, однако уже в следующем году с семью матчами это достижение превзошёл Мартин Бродёр.
Летом Гашек объявил о завершении хоккейной карьеры, решил уйти из спорта, чтобы больше времени оставалось на семью и хобби: «Всё, чего мне не хватало — Кубка Стэнли. В большом хоккее я 21 год, и уже не чувствую в себе искры, которая была бы для меня стимулом. Я ухожу победителем. Об этом может мечтать каждый спортсмен». Несмотря на это, после того как в первом же раунде плей-офф следующего сезона «Детройт» уступил «Анахайм Майти Дакс», чешский голкипер изъявил желание вернуться в команду и заключил однолетний контракт на сумму в 8 млн долларов. Такая изменчивость создала в «Крыльях» весьма сложную ситуацию с вратарями, потому что ранее за 24 млн долларов они подписали Кёртиса Джозефа, который по условиям контракта должен был оставаться в клубе ещё в течение двух лет (в соглашении присутствовал пункт о невозможности обмена). Также в штате «Ред Уингз» находился перспективный Мэнни Легасе, и, таким образом, присутствовали три хороших вратаря, готовые выходить на каждый матч в стартовом составе. В сезоне 2003/04 Гашек вновь повредил паховые мышцы и в свете жёсткой конкуренции провёл всего лишь 14 игр. 9 января согласился с врачами команды пропустить от двух до четырёх недель и после разговора с генеральным менеджером Кеном Холландом отказался на этот период от зарплаты. 10 февраля неожиданно выяснилось, что травма вратаря слишком серьёзна и в этом сезоне на лёд он больше уже не выйдет. Как результат, за год хоккеист получил только три млн долларов вместо обещанных шести. В апреле 2004 года, благодаря установившемуся локауту, он уехал лечиться в Прагу, а затем в течение некоторого времени продолжал восстановление в родном Пардубице. По окончании контракта с «Детройтом» Гашек заявил, что желает перейти в какой-нибудь другой клуб, претендующий на Кубок Стэнли, и среди возможных вариантов назвал в том числе «Оттава Сенаторз». Летом «Сенаторы» как раз лишились Патрика Лалима и рады были заключить с чехом однолетнее соглашение.

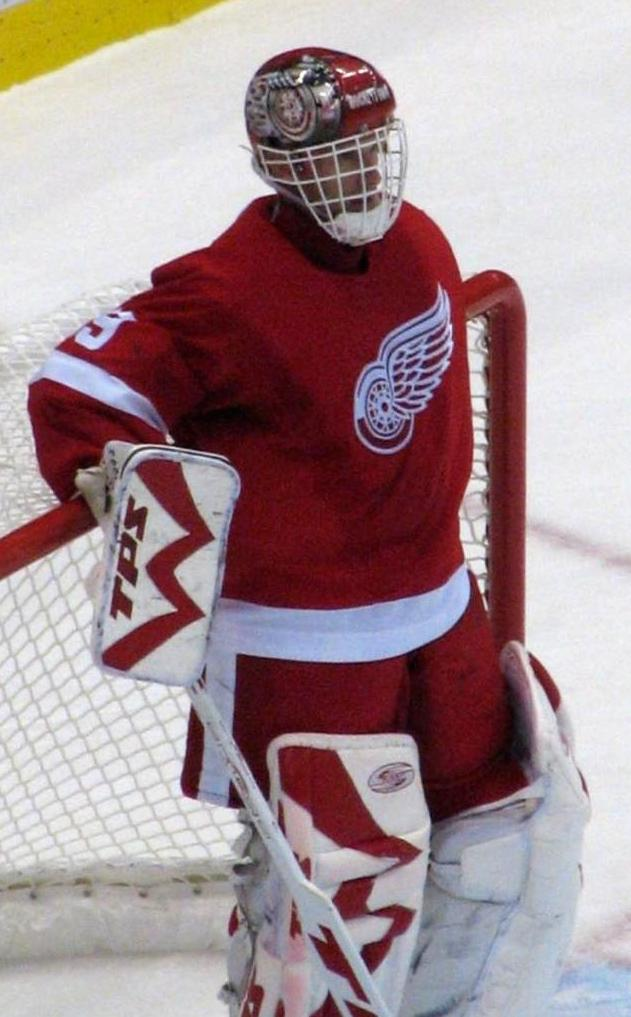
Гашек в составе «Детройт Ред Уингз», 2006 год

В «Оттаве» Гашек выступал сравнительно успешно, занёс в послужной список трёхсотый выигранный матч, по коэффициенту надёжности и проценту отражённых бросков шёл на втором месте в лиге. На Олимпийских играх 2006 года хоккеист повредил бедро и выбыл из состава клуба вплоть до конца сезона, ходили слухи, что вратарь всё-таки появится на матчах плей-офф, но, вопреки желанию болельщиков, на лёд он так и не вышел. «Сенаторз» проиграли во втором раунде и решили не продлевать соглашение с Гашеком, несмотря на его хорошую форму и готовность подписать контракт на 500 тысяч долларов.
31 июля 2006 года стало известно о возвращении чеха в «Детройт Ред Уингз», он перешёл туда на правах свободного агента и подписал однолетний контракт с зарплатой в 750 тысяч долларов и премиальными в случае успешного выступления в розыгрыше плей-офф. В сезоне 2006/07 вратарь одержал с командой 38 побед, получил коэффициент надёжности 2,05 и помог «Крыльям» стать чемпионами дивизиона. Он также установил личный рекорд по времени без пропущенных голов, хоккеисту удалось сохранить ворота пустыми в течение 181 минуты 17 секунд. В середине сезона тренеры решили приберечь Гашека для матчей плей-офф, поэтому многие из игр регулярного чемпионата он провёл на скамейке запасных. В четвертьфинале восточной конференции чешский вратарь принял участие в двух матчах с «Калгари Флэймз» и оба выиграл, в следующем раунде показал хороший результат против «Сан-Хосе Шаркс», когда в трёх матчах пропустил всего три шайбы, а в решающей шестой игре сделал 28 сейвов — во многом благодаря его усилиям «Детройт» пробился в финал конференции. Там, однако, команда не смогла одолеть «Анахайм Дакс», которые в итоге и получили главный трофей турнира.
В межсезонье прозвучало ещё одно заявление об уходе из хоккея, однако 5 июля Гашек всё-таки продлил соглашение с клубом, по условиям контракта за сезон 2007/08 он должен был получить 2 млн долларов, плюс премиальные на такую же сумму. Впоследствии главным вратарём команды был выбран канадец Крис Осгуд, а чех в большинстве игр исполнял роль запасного. В утешение тренер Майк Бэбкок пообещал голкиперу место в стартовом составе на матчах плей-офф, первые две игры противостояния с «Нэшвилл Предаторз» Гашек действительно вышел в основе и провёл на очень высоком уровне, но следующие две игры получились неоднозначными, и Бэбкок снова решил использовать Осгуда. Несмотря на потерю места в составе и связанное с этим разочарование, хоккеист не пал духом, продолжал активно тренироваться и был готов помочь клубу в любом из матчей — как отмечал Даррен Маккарти, между ним и Осгудом никогда не было вражды, оба относились друг к другу с уважением. В финальной серии, растянувшейся на шесть игр, «Крылья» одолели «Питтсбург Пингвинз» и выиграли Кубок Стэнли. Через пять дней после матча Гашек, с первого раунда так ни разу и не вышедший на лёд, объявил об окончательном завершении карьеры в НХЛ, объяснив своё решение отсутствием мотивации и желания проводить здесь ещё один год. Вратарь получил третий на своём счету Уильям М. Дженнингс Трофи (разделил его с Осгудом) и покинул территорию Соединённых Штатов.

### «Пардубице» (2009—2010), «Спартак» (2010—2011) и завершение карьеры
Желая очередной раз возобновить карьеру, в апреле 2009 года Гашек подписал однолетний контракт с чешским клубом «Пардубице», где ещё в 1970-х годах начинал свой путь хоккеиста. На протяжении всего сезона в регулярном чемпионате команда занимала лидирующую позицию и в итоге удостоилась главного трофея, а именитый голкипер, в свою очередь, стал самым возрастным победителем Чешской экстралиги за всю историю первенства (на тот момент ему было 45 лет). Из тринадцати встреч плей-офф двенадцать были выиграны, Доминатор отыграл три матча на ноль и показал впечатляюще низкий показатель пропускаемости — 1,68 шайбы за матч.
По завершении сезона появились слухи о намерении Гашека выступать в Континентальной хоккейной лиге: «Мне, честно говоря, хочется попробовать чего-то нового. Например, поиграть в КХЛ. Наши специалисты считают эту лигу сильнейшей в Европе, и это, видимо, действительно так». 7 июня 2010 года он приехал в Москву и подписал однолетнее соглашение со «Спартаком», где получил свой привычный номер — «39». В команду его пригласил чешский специалист Милош Ржига, хоккеист остался доволен клубом, особенно ему понравились красно-белые цвета, в которые он был облачён и в «Пардубице», и в «Детройте», и в сборной Чехии. После скорого увольнения Ржиги чех заявил, что не собирается покидать команду вслед за ним. В «Спартаке» Гашек провёл хороший сезон, отыграл в регулярном чемпионате 7 «сухих» матчей, что оказалось лучшим результатом сезона. После того как в первом же раунде плей-офф команда в четырёх матчах уступила СКА, вратарь решил взять перерыв сроком на один сезон, пообещав вернуться в большой хоккей через год. В течение 2012 года Гашек безуспешно пытался заключить контракт с какой-либо командой, но так и не дождавшись предложений, в октябре 2012 года объявил о завершении карьеры.

### Международные выступления

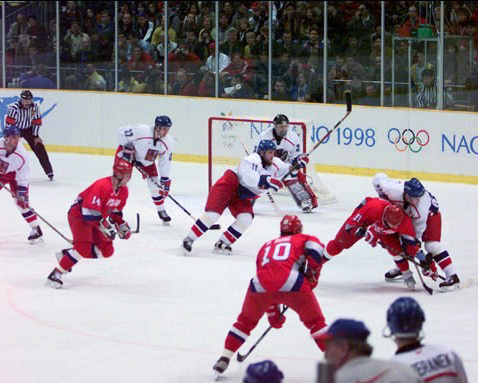
Финал Олимпиады 1998 Чехия—Россия Гашек отыграл на ноль

Со сборными Чехословакии и Чехии Доминик Гашек принимал участие в пяти чемпионатах мира, на которых смог завоевать три бронзовые и одну серебряную медали, в трёх Кубках Канады и четырёх Олимпиадах. Самым удачным турниром в составе сборной для него стали зимние Олимпийские игры 1998 года в Нагано, первые игры, куда допустили игроков Национальной хоккейной лиги. Во всех матчах плей-офф Гашек пропустил только лишь две шайбы, благодаря его игре Чехия обыграла сборные Финляндии и США, в драматичном полуфинале с канадцами хоккеисту удалось сохранить ворота нераспечатанными, остановив шквал атак таких знаменитых нападающих, как Теорен Флёри, Джо Нуиндайк, Эрик Линдрос и Брендан Шэнахэн. Финальное противостояние с Россией завершилось со счётом 1:0, Гашек отразил 20 точных бросков и был признан лучшим вратарём Олимпиады. «По окончании игры я просто бросил свою клюшку, настолько был счастлив. Когда я увидел поднимающийся флаг, перед глазами пробежала вся карьера, начиная с того как родители впервые отвели меня на игру и заканчивая теперешним моментом». После этой победы в Чехии Гашека признали лучшим хоккеистом двадцатого века, а чешские астрономы назвали его именем астероид — (8217) Доминикгашек.
Перед Олимпиадой 2006 года в Турине произошёл курьёз, Гашек забыл всю свою экипировку в Оттаве, и поэтому в Италии некоторое время не мог тренироваться вместе с командой, пропустил несколько подготовительных матчей. На самом же турнире он отыграл всего лишь 9 минут 25 секунд, после чего в первом же квалификационном матче со сборной Германии получил серьёзную травму бедра и надолго выбыл из состава национальной команды. Вместо него в ворота был поставлен Томаш Вокоун, Чехия заняла третье место, и Гашек получил бронзовую медаль. Владимир Ружичка включил вратаря в расширенный список игроков на Олимпиаду 2010 года в Ванкувере, но впоследствии отказался от его кандидатуры.

## Стиль игры

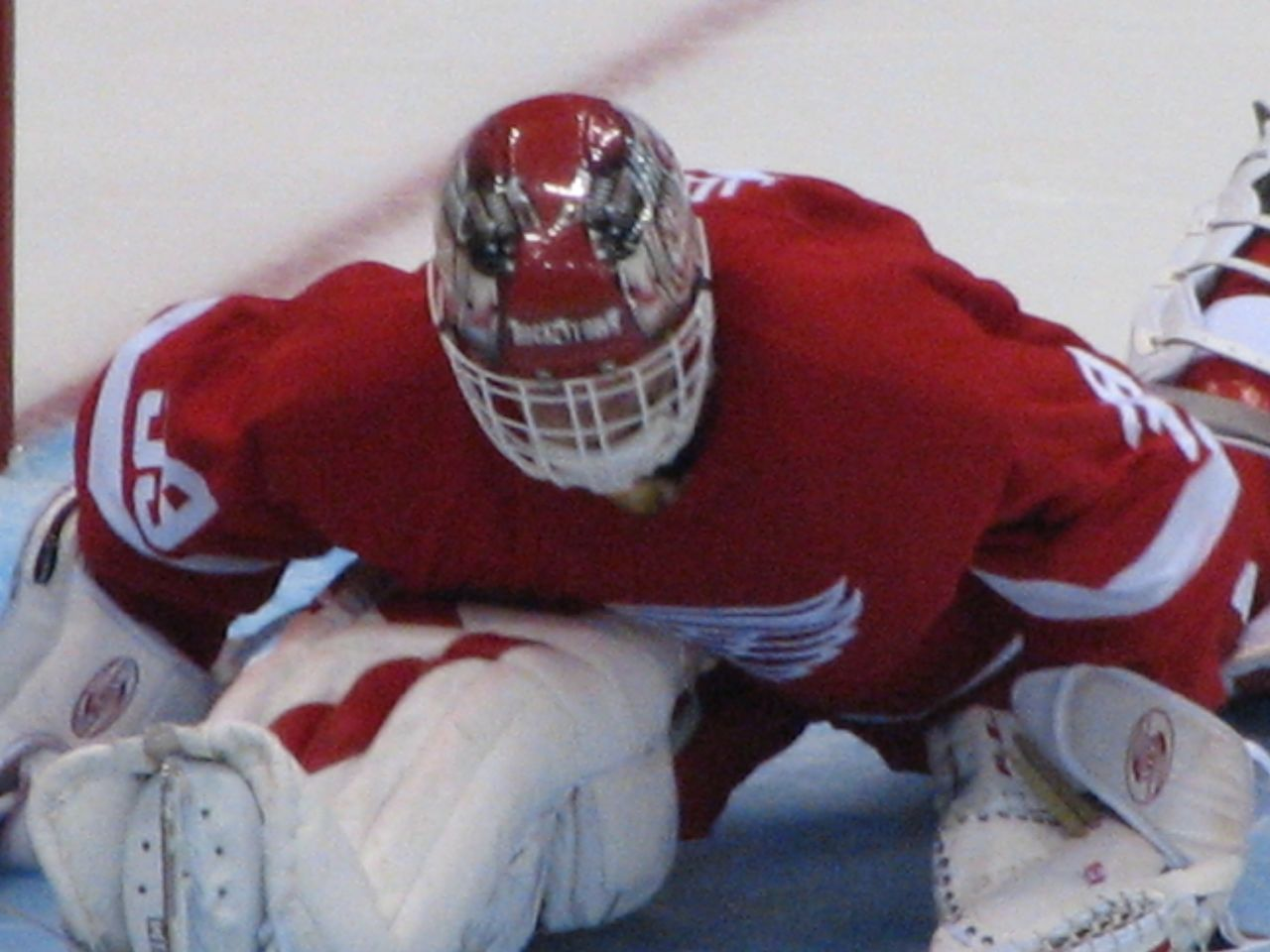
Гашек демонстрирует одну из своих сильных сторон — гибкость

Гашек защищал ворота в неортодоксальном стиле, нетипичном для большинства голкиперов. Обладал уникальной гибкостью, его спина изгибалась настолько легко, что в одном из рекламных роликов MasterCard даже пошутили на этот счёт: «пружина Слинки вместо позвоночника». Стараясь закрыть нижнюю часть ворот, через которую шайбы обычно и залетают, Гашек при каждой опасной атаке практически сразу падал на лёд, в то время как другие вратари в этом случае обычно выходят вперёд и пытаются сократить угол обстрела. В лежачем положении хоккеист получает преимущество, так как с лёгкостью может изогнуться в любую позу и отразить шайбу любой частью тела, в том числе и головой — если для большинства игроков попадание в голову является потрясением, то чешский вратарь специально подставлял лицо под летящую с огромной скоростью шайбу. Гашек не любил играть клюшкой и при первой же возможности отбрасывал её, пытаясь отразить удар освободившейся рукой, тогда как во всех хоккейных школах учат не выпускать клюшку ни в коем случае.
Первое время такой необычный стиль игры вызывал у тренеров смех и недоумение, во многом именно из-за этого «шлёпанья на лёд» хоккеист так долго и тяжело осваивался в НХЛ. Несмотря на критику, он не изменял себе и в конечном счёте заслужил всеобщее признание: «Говорят, что я странный, барахтаюсь на льду как какая-то выловленная рыбина. Но какое вам до этого дело, если все шайбы остановлены?» Благодаря своей невероятной гибкости Гашек часто делал сложные сейвы, которые не сделал бы ни один другой вратарь, однажды после одного из матчей лиги тренер противоположной стороны назвал их «невозможными сейвами». Он останавливал броски лезвиями коньков, выуживал шайбы из-за спины, а в редких исключительных случаях, когда ситуация совсем безвыходна, проделывал манёвр отчаяния, сальто, прозванное фанатами «вращением Гашека». Вратарь, кроме того, славился жёсткой дисциплиной — так, во время предсезонной подготовки между маем и сентябрём 2006 года он целенаправленно занимался снижением и без того небольшого веса, специально, чтобы повысить гибкость. Гашек был одним из последних вратарей, кто выступал на высоком уровне и вместо современного комбинированного шлема использовал анахроничную решётчатую маску, так называемую «маску Третьяка».

## Вне льда
У Гашека и его жены Алёны есть сын Михал, рождённый в 1989 году, и дочь Доминика, появившаяся на пять лет позже брата. Доминика является главной вокалисткой группы «We Are Domi», которая представляла Чехию на «Евровидении-2022». В свободное время Гашек любит играть в сквош и хоккей на роликах, где чаще всего исполняет роль защитника, а не вратаря. С хоккеем на роликах связан неприятный инцидент, в мае 2003 года один из игроков команды соперников подал на него в суд за избиение, повлёкшее госпитализацию. Несмотря на то, что обвинение требовало восемь лет тюремного заключения, проступок был признан мелким административным правонарушением, и всё обошлось штрафом в 95 долларов. В юности Гашек занимался футболом, обычно играл на позиции полузащитника, и теннисом — выиграл в этом виде спорта юношеский чемпионат Восточной Богемии. Его родной брат Мартин и двоюродный Иван были довольно успешными футболистами, выступали в высшей чешской лиге и даже провели несколько матчей за национальную сборную. Среди увлечений Гашека можно отметить профессиональный рестлинг, которым он заболел ещё во время жизни в Баффало. Он следит за своими любимыми рестлерами Стивом Остином и Доном Мурако, несколько раз был замечен присутствующим на шоу, в частности сидел вместе с сыном в первых рядах Форд Филд на Рестлмании 23. Спортсмен известен чувством юмора и умением поднять настроение своих одноклубников, особенно комичным его делает внешнее сходство с Космо Крамером, одним из персонажей популярного телесериала «Сайнфелд».
В Чехии Гашек получил хорошее образование, окончил Университет Градец-Кралове, имеет учёную степень в области истории и чешского языка. После выпуска некоторое время работал учителем, преподавал гуманитарные науки в старших классах школы. Является владельцем бренда на спортивную одежду Dominator Clothing, который запустил сразу после победы на Олимпийских играх 1998 года в Нагано. В мае 2001 года основал в Баффало благотворительную организацию под названием Hasek’s Heroes и пожертвовал миллион долларов на помощь детям из малообеспеченных семей, которые хотят играть в хоккей. В 1998 году также провёл в Праге благотворительную игру и все вырученные средства направил в больницы Чехии. В 2002 году собирал деньги в помощь пострадавшим от сильного наводнения, вызвавшего в Чехии большие разрушения.
В 2022 году Гашек публично осудил российско-украинский военный конфликт и активно высказывается о недопуске российских спортсменов (не только хоккеистов) к международным соревнованиям, а также критикует ассоциации и турниры, которые не стали участвовать в блокировке россиян.

## Статистика

### Регулярный сезон
| 1980-81      | ХК Пардубице      | ЧСЭл         | 9        | —        | —        | —        | 598      | 24       | —        | —        | 2.98     | —        |          |          |          |
| 1981-82      | ХК Пардубице      | ЧСЭл         | 12       | —        | —        | —        | 661      | 34       | —        | —        | 3.09     | —        |          |          |          |
| 1982-83      | ХК Пардубице      | ЧСЭл         | 42       | —        | —        | —        | 2358     | 105      | —        | —        | 2.67     | —        |          |          |          |
| 1983-84      | ХК Пардубице      | ЧСЭл         | 40       | —        | —        | —        | 2304     | 108      | —        | —        | 2.81     | —        |          |          |          |
| 1984-85      | ХК Пардубице      | ЧСЭл         | 42       | —        | —        | —        | 2419     | 131      | —        | —        | 3.25     | —        |          |          |          |
| 1985-86      | ХК Пардубице      | ЧСЭл         | 45       | —        | —        | —        | 2689     | 138      | —        | —        | 3.08     | —        |          |          |          |
| 1986-87      | ХК Пардубице      | ЧСЭл         | 43       | —        | —        | —        | 2515     | 103      | —        | —        | 2.46     | —        |          |          |          |
| 1987-88      | ХК Пардубице      | ЧСЭл         | 31       | —        | —        | —        | 1862     | 93       | —        | —        | 3.00     | —        |          |          |          |
| 1988-89      | ХК Пардубице      | ЧСЭл         | 42       | —        | —        | —        | 2507     | 114      | —        | —        | 2.73     | —        |          |          |          |
| 1989-90      | ХК Дукла          | ЧСЭл         | 40       | —        | —        | —        | 2251     | 80       | —        | —        | 2.13     | —        |          |          |          |
| 1990-91      | Индианаполис Айс  | ИХЛ          | 33       | 20       | 11       | 1        | 1903     | 80       | —        | 5        | 2.46     | —        |          |          |          |
| 1990-91      | Чикаго Блэкхокс   | НХЛ          | 5        | 3        | 0        | 1        | 195      | 8        | 93       | 0        | 2.46     | .914     |          |          |          |
| 1991-92      | Индианаполис Айс  | ИХЛ          | 20       | 7        | 10       | 3        | 1162     | 69       | —        | 1        | 3.56     | —        |          |          |          |
| 1991-92      | Чикаго Блэкхокс   | НХЛ          | 20       | 10       | 4        | 1        | 1014     | 44       | 413      | 1        | 2.60     | .893     |          |          |          |
| 1992-93      | Баффало Сейбрз    | НХЛ          | 28       | 11       | 10       | 4        | 1429     | 75       | 720      | 0        | 3.15     | .896     |          |          |          |
| 1993-94      | Баффало Сейбрз    | НХЛ          | 58       | 30       | 20       | 6        | 3358     | 109      | 1552     | 7        | 1.95     | .930     |          |          |          |
| 1994-95      | Баффало Сейбрз    | НХЛ          | 41       | 19       | 14       | 7        | 2416     | 85       | 1221     | 5        | 2.11     | .930     |          |          |          |
| 1995-96      | Баффало Сейбрз    | НХЛ          | 59       | 22       | 30       | 6        | 3417     | 161      | 2011     | 2        | 2.83     | .920     |          |          |          |
| 1996-97      | Баффало Сейбрз    | НХЛ          | 67       | 37       | 20       | 10       | 4037     | 153      | 2177     | 5        | 2.27     | .930     |          |          |          |
| 1997-98      | Баффало Сейбрз    | НХЛ          | 72       | 33       | 23       | 13       | 4220     | 147      | 2149     | 13       | 2.09     | .932     |          |          |          |
| 1998-99      | Баффало Сейбрз    | НХЛ          | 64       | 30       | 18       | 14       | 3817     | 119      | 1877     | 9        | 1.87     | .937     |          |          |          |
| 1999-00      | Баффало Сейбрз    | НХЛ          | 35       | 15       | 11       | 6        | 2066     | 76       | 937      | 3        | 2.21     | .919     |          |          |          |
| 2000-01      | Баффало Сейбрз    | НХЛ          | 67       | 37       | 24       | 4        | 3904     | 137      | 1726     | 11       | 2.11     | .921     |          |          |          |
| 2001-02      | Детройт Ред Уингз | НХЛ          | 65       | 41       | 15       | 8        | 3872     | 140      | 1654     | 5        | 2.17     | .915     |          |          |          |
| 2002-03      | Не играл          | —            | Не играл | Не играл | Не играл | Не играл | Не играл | Не играл | Не играл | Не играл | Не играл | Не играл | Не играл | Не играл | Не играл |
| 2003-04      | Детройт Ред Уингз | НХЛ          | 14       | 8        | 3        | 2        | 816      | 30       | 324      | 2        | 2.20     | .907     |          |          |          |
| 2004-05      | Не играл          | —            | Локаут   | Локаут   | Локаут   | Локаут   | Локаут   | Локаут   | Локаут   | Локаут   | Локаут   | Локаут   | Локаут   | Локаут   | Локаут   |
| 2005-06      | Оттава Сенаторз   | НХЛ          | 43       | 28       | 10       | 4        | 2583     | 90       | 1202     | 5        | 2.09     | .925     |          |          |          |
| 2006-07      | Детройт Ред Уингз | НХЛ          | 56       | 38       | 11       | 6        | 3341     | 114      | 1309     | 8        | 2.05     | .913     |          |          |          |
| 2007-08      | Детройт Ред Уингз | НХЛ          | 41       | 27       | 10       | 3        | 2350     | 84       | 855      | 5        | 2.14     | .902     |          |          |          |
| 2008-09      | Не играл          | —            | Не играл | Не играл | Не играл | Не играл | Не играл | Не играл | Не играл | Не играл | Не играл | Не играл | Не играл | Не играл | Не играл |
| 2009-10      | ХК Пардубице      | ЧЭл          | 36       | 24       | 12       | 0        | 2066     | 77       | 905      | 3        | 2.24     | .9216    |          |          |          |
| 2010-11      | ХК Спартак        | КХЛ          | 44       | 23       | 18       | 3        | 2591     | 106      | 1250     | 7        | 2.45     | .915     |          |          |          |
| Всего в ЧСЭл | Всего в ЧСЭл      | Всего в ЧСЭл | 351      | —        | —        | —        | 20 487   | 944      | —        | —        | 2.76     | —        |          |          |          |
| Всего в ИХЛ  | Всего в ИХЛ       | Всего в ИХЛ  | 53       | 27       | 21       | 4        | 3065     | 149      | —        | 6        | 2.92     | —        |          |          |          |
| Всего в НХЛ  | Всего в НХЛ       | Всего в НХЛ  | 735      | 389      | 223      | 82       | 42 826   | 1572     | 20 220   | 81       | 2.20     | .922     |          |          |          |
| Всего в ЧЭл  | Всего в ЧЭл       | Всего в ЧЭл  | 36       | 24       | 12       | 0        | 2066     | 77       | 905      | 3        | 2.24     | .9216    |          |          |          |

### Плей-офф
| Сезон       | Команда           | Лига        | И   | В  | П  | ВП   | ПШ  | ОБ   | СМ | КН   | ОБ%  |
| ----------- | ----------------- | ----------- | --- | -- | -- | ---- | --- | ---- | -- | ---- | ---- |
| 1990-91     | Чикаго Блэкхокс   | НХЛ         | 3   | 0  | 0  | 69   | 3   | 39   | 0  | 2.60 | .923 |
| 1990-91     | Индианаполис Айс  | ИХЛ         | 1   | 1  | 0  | 60   | 3   | —    | —  | 3.00 | —    |
| 1991-92     | Чикаго Блэкхокс   | НХЛ         | 3   | 0  | 2  | 158  | 8   | 70   | 0  | 3.03 | .886 |
| 1992-93     | Баффало Сейбрз    | НХЛ         | 1   | 1  | 0  | 45   | 1   | 24   | 0  | 1.33 | .958 |
| 1993-94     | Баффало Сейбрз    | НХЛ         | 7   | 3  | 4  | 384  | 13  | 261  | 2  | 1.61 | .950 |
| 1994-95     | Баффало Сейбрз    | НХЛ         | 5   | 1  | 4  | 309  | 18  | 131  | 0  | 3.49 | .863 |
| 1996-97     | Баффало Сейбрз    | НХЛ         | 3   | 1  | 1  | 153  | 5   | 68   | 0  | 1.96 | .926 |
| 1997-98     | Баффало Сейбрз    | НХЛ         | 15  | 10 | 5  | 948  | 32  | 514  | 1  | 2.02 | .938 |
| 1998-99     | Баффало Сейбрз    | НХЛ         | 19  | 13 | 6  | 1217 | 36  | 587  | 2  | 1.77 | .939 |
| 1999-00     | Баффало Сейбрз    | НХЛ         | 5   | 1  | 4  | 301  | 12  | 147  | 0  | 2.39 | .918 |
| 2000-01     | Баффало Сейбрз    | НХЛ         | 13  | 7  | 6  | 833  | 29  | 347  | 1  | 2.08 | .916 |
| 2001-02     | Детройт Ред Уингз | НХЛ         | 23  | 16 | 7  | 1455 | 45  | 562  | 6  | 1.85 | .920 |
| 2006-07     | Детройт Ред Уингз | НХЛ         | 18  | 10 | 8  | 1139 | 34  | 444  | 2  | 1.79 | .923 |
| 2007-08     | Детройт Ред Уингз | НХЛ         | 4   | 2  | 2  | 202  | 10  | 89   | 0  | 2.91 | .888 |
| 2009-10     | ХК Пардубице      | ЧЭл         | 13  | 12 | 1  | 785  | 22  | 326  | 3  | 1.68 | .937 |
| 2010-11     | ХК Спартак        | КХЛ         | 4   | 0  | 4  | 204  | 14  | 89   | 0  | 4.12 | .864 |
| Всего в НХЛ | Всего в НХЛ       | Всего в НХЛ | 119 | 65 | 49 | 7316 | 246 | 3283 | 14 | 2.02 | .925 |
| Всего в ЧЭл | Всего в ЧЭл       | Всего в ЧЭл | 13  | 12 | 1  | 785  | 22  | 326  | 3  | 1.68 | .937 |

### Международная
| Год                        | Команда                    | Турнир                     | И  | В  | П  | Н | ВП     | ПШ  | ОБ  | СМ | КН   | ОБ%   |
| -------------------------- | -------------------------- | -------------------------- | -- | -- | -- | - | ------ | --- | --- | -- | ---- | ----- |
| 1983                       | Чехословакия               | ЧМ                         | 2  | 1  | 1  | 0 | 120    | 5   | —   | 1  | 2.50 | —     |
| 1984                       | Чехословакия               | КК                         | 4  | 0  | 3  | 1 | 188    | 12  | —   | 08 | 4.00 | —     |
| 1984                       | Чехословакия               | МЧМ                        | 7  | 4  | 0  | 2 | 380    | 10  | —   | 0  | 1.89 | —     |
| 1986                       | Чехословакия               | ЧМ                         | 9  | 5  | 3  | 1 | 538    | 19  | —   | 0  | 2.12 | —     |
| 1987                       | Чехословакия               | ЧМ                         | 9  | 5  | 2  | 2 | 520    | 19  | —   | 1  | 2.19 | —     |
| 1987                       | Чехословакия               | КК                         | 6  | 2  | 3  | 1 | 360    | 20  | —   | 0  | 3.33 | —     |
| 1988                       | Чехословакия               | ОИ                         | 5  | 3  | 2  | 0 | 217    | 18  | —   | 0  | 4.98 | —     |
| 1989                       | Чехословакия               | ЧМ                         | 10 | 4  | 4  | 2 | 600    | 21  | —   | 2  | 2.10 | —     |
| 1990                       | Чехословакия               | ЧМ                         | 8  | 5  | 3  | 0 | 480    | 20  | —   | 1  | 2.50 | —     |
| 1991                       | Чехословакия               | КК                         | 5  | 1  | 4  | 0 | 300    | 18  | —   | 0  | 3.60 | —     |
| 1998                       | Чехия                      | ОИ                         | 6  | 5  | 1  | 0 | 369    | 6   | 155 | 2  | 0.97 | .961  |
| 2002                       | Чехия                      | ОИ                         | 4  | 1  | 2  | 1 | 239    | 8   | 105 | 0  | 2.01 | .948  |
| 2006                       | Чехия                      | ОИ                         | 1  | 0  | 0  | 0 | 9      | 0   | 1   | 0  | 0.00 | 1.000 |
| Всего за основную сборную  | Всего за основную сборную  | Всего за основную сборную  | 69 | 32 | 28 | 8 | 3940   | 166 | —   | 7  | 2.40 | —     |
| Всего на Олимпийских играх | Всего на Олимпийских играх | Всего на Олимпийских играх | 16 | 9  | 5  | 1 | 834.25 | 14  | 261 | 2  | 2.00 | .946  |

Примечание: жирным выделены лучшие результаты на турнире.

## Награды и достижения
| Личные - Везина Трофи — 1994, 1995, 1997, 1998, 1999, 2001. - Харт Трофи — 1997, 1998. - Уильям М. Дженнингс Трофи — 1994, 2001, 2008. - Лестер Пирсон Авард — 1997, 1998. - Член первой команды всех звёзд НХЛ — 1994, 1995, 1997, 1998, 1999, 2001. - Участник Матча всех звёзд НХЛ — 1996, 1997, 1998, 1999, 2000, 2001, 2002. - Член символической команды новичков НХЛ — 1992. - Спортсмен года в Чехии — 1994, 1998, 2001. - Обладатель Золотой клюшки — 1987, 1989, 1990, 1997, 1998. - Лучший вратарь первой лиги Чехословакии — 1986, 1987, 1988, 1989, 1990. - Лучший вратарь Олимпийских игр — 1998. - Лучший вратарь чемпионатов мира — 1987 и 1989. - Лучший вратарь молодёжных чемпионатов мира — 1982. - Участник матча звёзд КХЛ (2011). - Член Зала хоккейной славы (с 2014 г.) | Командные - Олимпийский чемпион 1998, бронзовый призёр 2006 (сборная Чехии). - Обладатель Кубка Стэнли — 2002 и 2008 («Детройт Ред Уингз»). - Финалист Кубка Стэнли — 1992, 1999. - Чемпион Чехословакии (Чехии) — 1987, 1989, 2010 («Пардубице»). - Призёр мировых первенств — 1983, 1987, 1989, 1990. |